# Brandon Llamas
Brandon Thomas Llamas (ur. 4 lutego 1995 w Santanyí) – hiszpański piłkarz występujący na pozycji napastnika w PAOK FC.

## Kariera klubowa
Od 2012 szkolił się w szkółce piłkarskiej RCD Mallorca.10 czerwca 2017 roku podpisał 3–letni kontrakt z pierwszoligowym Stade Rennais FC.
| Sezon   | Klub             | Kraj      | Rozgrywki          | Mecze | Bramki | Rozgrywki Europy | Mecze | Bramki |
| ------- | ---------------- | --------- | ------------------ | ----- | ------ | ---------------- | ----- | ------ |
| 2012/13 | RCD Mallorca     | Hiszpania | Liga BBVA          | 1     | 0      | -                | -     | -      |
| 2013/14 | RCD Mallorca     | Hiszpania | Segunda División B | 2     | 0      | -                | -     | -      |
| 2014/15 | RCD Mallorca     | Hiszpania | Segunda División B | 3     | 1      | -                | -     | -      |
| 2015/16 | RCD Mallorca     | Hiszpania | Segunda División B | 29    | 6      | -                | -     | -      |
| 2016/17 | RCD Mallorca     | Hiszpania | Segunda División B | 39    | 12     | -                | -     | -      |
| 2017/18 | Stade Rennais FC | Francja   | Ligue 1            | 11    | 1      | -                | -     | -      |
| 2018/19 | CA Osasuna       | Hiszpania | Segunda División   | 39    | 5      | -                | -     | -      |

Stan na: 12 lipca 2017 r.